# Право вето в Совете Безопасности ООН
Пра́во ве́то в Сове́те Безопа́сности ООН — право вето, которым обладают только пять постоянных членов Совета Безопасности ООН: Великобритания, Китай, Россия, США и Франция. Право вето позволяет постоянным членам СБ отвергать проект любой содержательной резолюции Совета Безопасности ООН, вне зависимости от уровня поддержки, которой пользуется данный проект. Право вето не распространяется на голосования по процедурным вопросам. Вето считается наложенным, если какой-либо из постоянных членов подаёт голос «против» той или иной резолюции. Воздержание от голосования не считается наложением вето.
Устав ООН не содержит прямых упоминаний о праве вето. Однако пункт 3 статьи 27 Устава определяет, что решения по всем вопросам, кроме процедурных, считаются принятыми, когда, в числе прочего, «за них поданы <…> совпадающие голоса всех постоянных членов Совета». Следовательно, голос постоянного члена Совета, поданный против рассматриваемого решения, является в сущности наложением вето. Непостоянные члены Совета Безопасности обладают коллективным правом вето (достаточно семи воздержавшихся).
Цель механизма вето (как и постоянных членов Совета Безопасности) состоит в том, чтобы предотвратить действия ООН против интересов членов-основателей с учётом уроков Лиги Наций, где вето имел каждый член Совета и где отсутствие учёта консенсуса стран, без согласия между которыми практическое достижение безопасности невозможно, привело к неработоспособности организации.

## История
Вопрос о процедуре голосования в Совете Безопасности рассматривался на конференции четырёх держав — Великобритания, Китай, СССР и США — в Думбартон-Оксе, проходившей с 21 августа по 7 октября 1944. За основу обсуждения был принят проект, подготовленный США, в котором предусматривалось обязательное единогласие всех постоянных членов Совета при принятии решений, касающихся поддержания международного мира и безопасности. США настаивали на своём проекте и соглашались войти во вновь учреждаемую организацию лишь при условии действия правила единогласия постоянных членов Совета. На конференции принцип единогласия был одобрен, но часть разногласий осталась непреодолённой.
В дальнейшем правительство США подготовило новый проект положений о процедуре голосования в СБ. Проект, впоследствии получивший наименование «ялтинская формула», был рассмотрен и одобрен тремя державами на Ялтинской (Крымской) конференции союзных держав (4—11 февраля 1945). В итоговом протоколе работы конференции были зафиксированы принятые на ней предложения для подготовки Устава Всеобщей Международной Организации, предусматривающие в частности следующее:

1. Каждый член Совета Безопасности имеет один голос.
2. Решения Совета Безопасности по вопросам процедуры принимаются большинством в семь голосов членов.
3. Решения Совета Безопасности по всем другим вопросам принимаются большинством в семь голосов членов, включая совпадающие голоса постоянных членов, причём сторона, участвующая в споре, воздерживается от голосования при принятии решений…

Окончательный текст Устава ООН был принят на Сан-Францисской конференции 50 государств, проходившей с 25 апреля по 26 июня 1945 года. Вопрос о праве держав «большой пятёрки» накладывать «вето» на решения Совета Безопасности вызвал на конференции наиболее острые и длительные прения. В частности, малые страны опасались, что в случае угрозы миру со стороны одного из постоянных членов СБ Совет не сможет принимать надлежащие решения. В общей сложности к четырём державам-инициаторам конференции были обращены 23 вопроса, касающиеся применения права вето. Разъяснения были представлены 7 июня 1945 года в Декларации делегаций четырёх приглашающих правительств, к которой присоединилась также и Франция. В итоге малые страны сняли свои возражения, и Конференция Объединённых Наций приняла текст статьи 27 Устава ООН, в основу которой были положены решения Ялтинской конференции.
Действующая в настоящее время статья 27 Устава ООН сформулирована в следующем виде:

1. Каждый член Совета Безопасности имеет один голос.
2. Решения Совета Безопасности по вопросам процедуры считаются принятыми, когда за них поданы голоса девяти членов Совета.
3. Решения Совета Безопасности по всем другим вопросам считаются принятыми, когда за них поданы голоса девяти членов Совета, включая совпадающие голоса всех постоянных членов Совета, причём сторона, участвующая в споре, должна воздержаться от голосования при принятии решения на основании Главы VI и на основании пункта 3 статьи 52.

Современный вид статья 27 приняла после того, как 17 декабря 1963 года Генеральная Ассамблея приняла поправки, вступившие в силу 31 августа 1965 года. До внесения поправок решения Совета Безопасности по процедурным вопросам считались принятыми, когда за них поданы голоса семи членов, и по всем другим вопросам — когда за них поданы голоса семи членов, включая совпадающие голоса пяти постоянных членов Совета Безопасности.

## Статистика
Количество резолюций, на которые наложил вето каждый из пяти постоянных членов Совета Безопасности с 1946 года по настоящее время.
v • t • e 
Применение права вето прошло несколько различных этапов, отражающих изменение политического баланса в Совете Безопасности. С 1946 по 1969 год большинство в Совете Безопасности было на стороне США, которые не накладывали вето, потому что выигрывали все голоса. Чтобы заблокировать резолюции западного большинства, Советский Союз наложил 93 % всех вето. Франция и Великобритания иногда использовали право вето для защиты своих колониальных интересов, а Китайская Республика применила право вето только один раз.
Западное большинство распалось в 1960-е годы, когда деколонизация расширила членский состав Организации Объединённых Наций. Новые независимые страны третьего мира часто голосовали против западных держав, из-за чего Соединенные Штаты прибегали к вето. После первого вето Соединенных Штатов в 1970 году советский посол заявил: «Используя свое автоматическое большинство, вы навязывали свою волю другим и засовывали её им в глотку. Но теперь времена изменились». С 1970 по 1991 год США наложили 56 % вето, иногда к ним присоединялись французы и британцы. Советский Союз наложил меньше вето, чем любая из западных держав, а Китайская Народная Республика применила вето только один раз.
После окончания холодной войны в Совете Безопасности наступил короткий период гармонии. Период с 31 мая 1990 г. по 11 мая 1993 г. был самым продолжительным периодом в истории ООН без применения права вето. Количество резолюций, принимаемых каждый год, также увеличивалось. Использование права вето возросло в начале XXI века, в первую очередь из-за гражданской войны в Сирии. С 1992 года чаще всего право вето применяла Россия, за ней следуют США и Китай. Франция и Великобритания не применяли право вето с 1989 года.
По состоянию на февраль 2022 года Россия/СССР применили право вето 120 раз, США — 82 раза, Великобритания — 29 раз, Франция — 16 раз, Китай — 17 раз.

## Исторический анализ по странам

### Великобритания
Соединенное Королевство использовало свое право вето в Совете Безопасности 32 раза. Первый случай произошел в октябре 1956 года, когда Великобритания и Франция наложили вето на письмо США Председателю Совета Безопасности относительно Палестины. Последнее произошло в декабре 1989 года, когда Соединенное Королевство, Франция и Соединенные Штаты наложили вето на проект резолюции, осуждающий вторжение США в Панаму.
Соединенное Королевство использовало свое право вето вместе с Францией, чтобы наложить вето на проект резолюции, направленный на разрешение Суэцкого кризиса (в который Франция и Великобритания были вовлечены в военном отношении) в 1956 году. Великобритания и Франция в конечном итоге вышли из Египта после того, как США спровоцировали «чрезвычайную специальную сессию» Генеральной Ассамблеи в соответствии с положениями резолюции «Единство во имя мира», которая привела к созданию Чрезвычайных вооруженных сил Организации Объединенных Наций I (ЧВС I) путем принятия резолюции Ассамблеи 1001. Великобритания также семь раз применила право вето в отношении Родезии с 1963 по 1973 год, пять из этих случаев были односторонними; единственные случаи, когда Великобритания использовала свое право вето в одностороннем порядке.

### Китай (КНР и Тайвань)
Между 1946 и 1971 годами китайское место в Совете Безопасности занимала Китайская Республика, чье национальное правительство проиграло Гражданскую войну в Китае в 1949 году и бежало на Тайвань, ранее входивший в префектуру Цин и являвшийся колонией Японии с 1895 по 1945 год. За это время его представитель применил право вето только один раз, чтобы заблокировать заявку Монголии на членство в 1955 году, потому что Китайская республика считала всю Монголию частью Китая. Это отложило прием Монголии до 1961 года, когда Советский Союз объявил, что будет блокировать все дальнейшие приемы новых членов, если не будет принята Монголия. Столкнувшись с этим давлением, Китайская Республика изменила своему протесту.
В 1971 году Китайская Республика была исключена из Организации Объединённых Наций, а её место было передано Китайской Народной Республике. Китай впервые применил право вето 25 августа 1972 года, чтобы заблокировать вступление Бангладеш в Организацию Объединённых Наций. С 1971 по 2011 год Китай редко использовал право вето, предпочитая воздерживаться, а не накладывать вето на резолюции, не связанные напрямую с интересами Китая. Китай воздержался при принятии 30 % резолюций Совета Безопасности в период с 1971 по 1976 год.  С начала гражданской войны в Сирии в 2011 году Китай присоединился к России во многих случаях двойного вето. Китай не накладывал единовременного вето с 1999 года.

### СССР/Россия
В первые дни существования Организации Объединённых Наций Советский Союз был ответственен за почти все случаи вето. Советский посол Андрей Громыко получил прозвище мистер Нет, а Вячеслав Молотов — мистер Вето. Молотов регулярно накладывал вето на прием новых членов, чтобы противостоять отказу США принять членов Восточного блока. Окончательно тупиковая ситуация разрешилась 14 декабря 1955 года, когда в ООН одновременно были приняты 16 стран Западного и Восточного блоков.
Советское правительство использовало политику «пустого кресла» в Совете Безопасности в январе 1950 года в знак протеста против того, что Китайская Республика по-прежнему занимала место Китая в Организации Объединённых Наций. Советский Союз не присутствовал в Совете Безопасности, чтобы наложить вето на резолюции Совета Безопасности ООН 83 (27 июня 1950 г.) и 84 (7 июля 1950 г.), разрешающие помощь Южной Корее в Корейской войне. Советский Союз вернулся в Совет Безопасности в августе 1950 года и возобновил использование права вето.
После распада Советского Союза Российская Федерация редко использовала своё право вето. Однако в начале XXI века российское вето стало более распространенным и применялось для блокирования решений по конфликтам с российским военным участием, включая Грузию, Сирию и Украину.

### США
Посол Чарльз В. Йост впервые наложил вето США в 1970 году на Родезию, а США наложили единственное вето в 1972 году, чтобы заблокировать резолюцию, осуждающую Израиль за войну против Сирии и Ливана. С тех пор Соединенные Штаты чаще всего использовали право вето, в основном на резолюции, критикующие и осуждающие Израиль; с 2002 года Соединенные Штаты применяют доктрину Негропонте для наложения вето на большинство резолюций, касающихся продолжающегося израильско-палестинского конфликта. Это было постоянной причиной разногласий между Генеральной Ассамблеей и Советом Безопасности. 23 декабря 2016 года администрация Обамы воздержалась при принятии резолюции, призывающей к прекращению строительства израильских поселений, впервые для США. Тем не менее, США возобновили использование права вето при администрации Трампа. 19 апреля 2024 года США наложили вето на проект резолюции СБ ООН, рекомендовавший принять Палестину в качестве полноправного члена организации.

### Франция
Франция экономно использует свое право вето. Единственный раз, когда она в одностороннем порядке наложила вето на проект, был в 1976 году, чтобы заблокировать резолюцию по вопросу о независимости Коморских островов, что было сделано для того, чтобы остров Майотта оставался французским заморским сообществом. Она также наложила вето вместе с Великобританией на резолюцию, призывающую к немедленному прекращению военных действий израильской армии против Египта в 1956 году во время Суэцкого кризиса. Франция не использовала право вето с 1989 года, когда она присоединилась к Соединенным Штатам и Соединенному Королевству, чтобы наложить вето на резолюцию, осуждающую вторжение США в Панаму. В 2003 г. угроза французского вето на резолюцию о готовящемся вторжении в Ирак вызвало трения между Францией и США.

## Предложения об ограничении права вето
В сентябре 2014 года Франция выступила с инициативой добровольного и коллективного отказа постоянных членов СБ от использования права вето в тех ситуациях, когда речь идёт о таких массовых злодеяниях, как геноцид, преступления против человечности или военные преступления, совершаемые в массовых масштабах. Россия и США выступили против ограничения права вето. «Право вето для постоянных членов — важнейший механизм, который заставляет работать над поиском консенсусных решений, и в огромном числе случаев это удаётся» — заявил постоянный представитель России при ООН Виталий Чуркин. «В Вашингтоне продолжают выступать против любого изменения права вето» — заявила постоянный представителя США при ООН Мишель Дж. Сисон.
Председатель 70-й сессии Генеральной ассамблеи ООН Люккетофт высказал мнение о том, что постоянным членам СБ следует перестать использовать право вето и искать взаимоприемлемые решения острых проблем, пояснив при этом, что «невозможно лишить члена Совбеза ООН права вето, это прописано в Уставе ООН, а Устав можно изменить только при единогласном решении пяти постоянных членов Совбеза».
К тому же, действующий Устав ООН не содержит такого права, а предусматривает обязанность стороны, участвующей в споре, воздержаться от голосования.
Александр Стубб предложил лишить РФ права вето в Совбезе ООН. ООН инициирует реформу права вето в Совбезе вопреки протестам России, занимающей место постоянного представителя в нарушение Устава ООН. Так в принятом Генеральной ассамблеей "Пакте во имя будущего", декларируется проведение реформы Совета Безопасности, принимая во внимание настоятельную необходимость сделать его более представительным, инклюзивным, транспарентным, продуктивным, эффективным, демократичным и подотчетным органом; а так же то, что вопрос о праве вето является одним из ключевых элементов реформы Совета Безопасности, а так же активизируются усилия по достижению согласия о будущем права вето, включая обсуждение вопроса об ограничении сферы его применения и использования.

### Комментарии
1. ↑  В Декларации указывалось, что «ввиду основной ответственности постоянных членов от них нельзя ожидать <…> принятия на себя обязательства действовать в таких серьёзных делах, как поддержание международного мира и безопасности, в соответствии с решениями, с которыми они не согласились»[3].